# Gimje
Gimje (Gimje-si; 김제시; 金堤市), è una città della provincia sudcoreana del Nord Jeolla.